# جنسیت سوم
جنسیت سوم مفهومی است که در آن افراد چه توسط خودشان و چه توسط جامعه، به عنوانِ «نه مرد و نه زن» معرفی می‌شوند. همچنین این مولفه به مثابهٔ یک مقوله اجتماعی به صورتِ تاریخی-فرهنگی در برخی جوامع وجود دارد. جوامع و فرهنگ‌هایی که سه جنسیت یا بیش از آن را به رسمت می‌شناسند.
هرچند برخی مردم‌شناسان و جامعه‌شناسان جنسیت‌های چهارم و پنجم را هم هم معرفی کردند اما اصولاً واژهٔ «سوم» در این بافت به معنای «بقیه» است و شاملِ همهٔ جنسیت‌های احتمالیِ سه و سه به بعدِ موردِ بحث می‌شود.
وضعِ خودشناسی یا دیگری‌شناسی توسط جامعه به عنوان مرد، زن یا غیره، معمولاً با هویت جنسیتی و نقش جنسیتی فرد در فرهنگ ویژه‌ای که در آن می‌زیَد هم تعریف می‌شود.
بیشتر فرهنگ‌ها پیروِ یک سامانهٔ دودویی در مقولهٔ جنسیت هستند که افراد در آن دارایِ دو جنسیتِ پسر/مرد و دختر/زن هستند. جنسیت‌های سوم یا چهارم، ممکن است در فرهنگ‌هایی که درشان به رسمیت شناخته شده‌اند، بیانگرِ عناصرِ متفاوتی باشند. بومیان هاوایی و تاهیتی‌ها و ماهوها حالتی میانی بین زن و مرد قائل اند که به نام «حدود جنسیتی» شناخته می‌شود. برخی از بومیان سنتیِ آمریکا با نامِ دینه در جنوبِ غربی ایالات متحده طیفی از چهار جنس را می‌شناسند: زن مؤنث، زن مذکر، مرد مؤنث و مرد مذکر.
اینکه فرهنگی جنسیت سوم را به رسمیت می‌شناسد الزاماً به این معنی نیست که آن‌ها در آن فرهنگ ارزشمند قائل شده‌اند؛ بلکه این به‌رسمیت‌شناسی، اغلب در نتیجهٔ بی‌ارزش‌انگاری زنان در آن فرهنگ است.
در حالی که مفاهیمِ جنسیتیِ سوم و چهارم و… در شماری از فرهنگ‌های غیرغربی یافت می‌شوند، هنوز برای جریان اصلی فرهنگ غربی و تفکر مفهومی، جدید هستند. این مفهوم به احتمال بالا در خرده‌فرهنگ‌های دگرباشانِ جنسی پذیرفته شده باشد. در حالی که دانشمندان جریان اصلی غربی، اغلب به دنبال درک اصطلاح «جنس سوم» صرفاً در زبان بوده‌اند. سایر پژوهشگران تأکید می‌کنند که عدم درک و تطابقِ دانشمندانِ جریانِ اصلی با زمینهٔ فرهنگی این اصطلاح در اقوام گوناگون، اولا منجر به گسترش تزهای نادرست از افرادی شده‌است که این پژوهشگران ایشان را در دسته سوم جنسیت قرار می‌دهند و دوما بازنمایی نادرستی از فرهنگ‌های مورد بحث ارائه شده‌است.

## در ادیان و باورها
در آیین هندو، «شیوا» هنوز به عنوان «آردناریشوارا» یعنی به شکل نیمه‌مذکر و نیمه‌مؤنث پرستیده می‌شود. نماد شیوا که امروزه به نام شیوالینگا شناخته می‌شود، در واقع آمیزشی از «یونی» (واژن) و «لینگام» (کیر) است.
در آغاز عصر مشترک، فرقه‌های مردانهٔ اختصاص‌داده‌شده به یک الهه در سراسر منطقه وسیع از مدیترانه تا آسیای جنوبی شکوفا شد که عناصر نادودیی در جنسیتِ شخصیت‌های آن دیده می‌شود. فراتر از هندوستان، ادبیات قوم‌نگاری نوین، شمن-کشیشانِ متفاوت جنسیتی را در سراسر آسیای جنوب شرقی، بورنئو و سولاوسی مستند می‌کند. همهٔ آن‌ها دارای ویژگی‌های تغییر جنسیتی، رابطه جنسی مقعدی، اختگی و… هستند. بیشتر آنها در مقطعی از تاریخِ خود در معابد مستقر بودند و بنابراین بخشی از اداره مذهبی-اقتصادیِ دولت-شهرهایِ مربوطهٔ خود بودند.
برداشت اسلامی از «انسانِ کامل بودن» آن گونه که از نوشته‌های ابن عربی مشهود است، شخصیتی بدون جنسیت است (بی‌اهمیتیِ جنسیت) که هر زن و مردی به‌طور مساوی می‌توانند به این مرحله از رشد معنوی دست یابند.

## انتقادها
پژوهش‌گران، انتقادهای پُرشماری بر مفهوم «جنسیت سوم» وارد کرده‌اند. این انتقادها عمدتاً به «استفادهٔ پژوهشگرانِ غربی از این مفهوم برای درک جنسیت در فرهنگ‌های دیگر به روشی قوم‌گرایانه» مربوط می‌شود. جنسیت سوم همچنین به عنوان یک «کشوی آشغالِ تقلیل‌گرایانه» مورد انتقاد قرار گرفته‌است که برای همهٔ هویت‌های جنسیِ نادودوییِ غربی استفاده می‌شود و تفاوت‌های ظریف هویت‌ها، تاریخ‌ها و شیوه‌های گوناگون در فرهنگ‌های دیگر را نادیده می گ‌گیرد تا آن‌ها را در یک درکِ غربی جای دهد. همان‌طور که تاول (Towle) و مُرگان (Morgan) می‌نویسند، «اصطلاح جنسیت سوم، دودویی جنسیتی را خدشه‌دار نمی‌کند؛ بلکه صرفاً یک مقوله دیگر (البته یک مقوله تفکیک شده) به دو دستهٔ موجود می‌افزاید.» این مفهوم، درک اینکه فرهنگ‌های غیرغربی چگونه به جنس و جنسیت در جوامع خود، چه در عصر حاضر و چه از لحاظ تاریخی ارزش قائل هستند را برای پژوهشگران غربی دشوار می‌سازد.